# Мисливець за головами (фільм)
Мисливець за головами (також Найманий вбивця; Вбивця Баунті) — комедійний постапокаліптичний бойовик 2013 року режисера Генрі Сейна. Прем'єра відбулася восени 2013 року на Міжнародному кінофестивалі в Далласі. Фільм заснований на графічному романі, опублікованому «Kickstart Comics». Спочатку творчий задум готувався як мультфільм, який згодом був адаптований як у графічний роман, так і в короткометражний фільм.

## Про фільм
Через двадцять років після початку Корпоративної Світової війни колись квітуча і родюча планета перетворилася на випалену пустелю, усіяну напівзруйнованими останками людських поселень. Серед безперервної темряви та розрухи з'являється Рада Дев'яти Троянд, покликана знищити все, що хоч віддалено нагадує про корпорації. Так почалася епоха найманих убивць, що полюють за «білими комірцями».

## Знімались
| Актор             | Роль         |
| ----------------- | ------------ |
| Меттью Марсден    | Дрифтер      |
| Крістанна Локен   | Катаріна     |
| Крістіан Пітрі    | Мері Дет     |
| Абрагам Бенрубі   | Джимбо       |
| Гері Б'юзі        | Ван Стерлінг |
| Беверлі Д'Анджело | Люсіль       |
| Кевін МакНеллі    | Дафт Віллі   |
| Алекса Вега       | Стюардеса    |
| Джолін Андерсон   | Скарлет      |
| Честі Баллестерос | Кора         |
| Івар Броггер      | Тревор       |